# 赫尔沃耶·韦伊奇
赫尔沃耶·韦伊奇（1977年6月8日—），是一名克罗地亚足球运动员，现效力于俄罗斯足球超级联赛托木斯克足球俱乐部。